# Comuna Pîharivka, Seredîna-Buda
Pîharivka (în ucraineană Пигарівка) este o comună în raionul Seredîna-Buda, regiunea Sumî, Ucraina, formată din satele Luh, Pîharivka (reședința) și Rih.

## Demografie
Componența lingvistică a comunei Pîharivka
     Rusă (52,49%)
     Ucraineană (47,51%)
Conform recensământului din 2001, majoritatea populației comunei Pîharivka era vorbitoare de rusă (52,49%), existând în minoritate și vorbitori de ucraineană (47,51%).